# Коллінсвілл (Квінсленд)
Коллінсвілл — невеличке місто в штаті Квінсленд, що знаходиться в регіоні одного з найбільших в Австралії кам'яновугільних басейнів Боуен, за 1245 кілометрів на північ від Брісбена та за 87 кілометрів на південний захід від прибережного міста Боуен (Квінсленд). За даними перепису 2021 року, у Коллінсвіллі проживало 1301 особа.

## Історія
Європейське заселення регіону почалося в 1861 році з відкриттям земель для скотарів. Вже 1866 року віднайдено багаті поклади вугілля в регіоні, але масштабні роботи з його видобутку розпочалися лише після 1912 року.
Поселення, що виникло спочатку, було відоме як Мунгунья — аборигенне слово, яке приблизно можна перекласти як місце вугілля. А 20 вересня 1921 року його офіційно перейменували на Коллінсвілл, на честь Чарльза Коллінза, члена лейбористської партії законодавчих зборів Квінсленду з 1915 по 1936 рік. Державну школу в Коллінсвіллі відкрили 27 червня 1921 року, а 21 травня 1923 року створено місцеве поштове відділення.

## Економіка
На території міста діє декілька вугільних шахт, які забезпечують роботою значну частину населення міста і прилеглих районів.

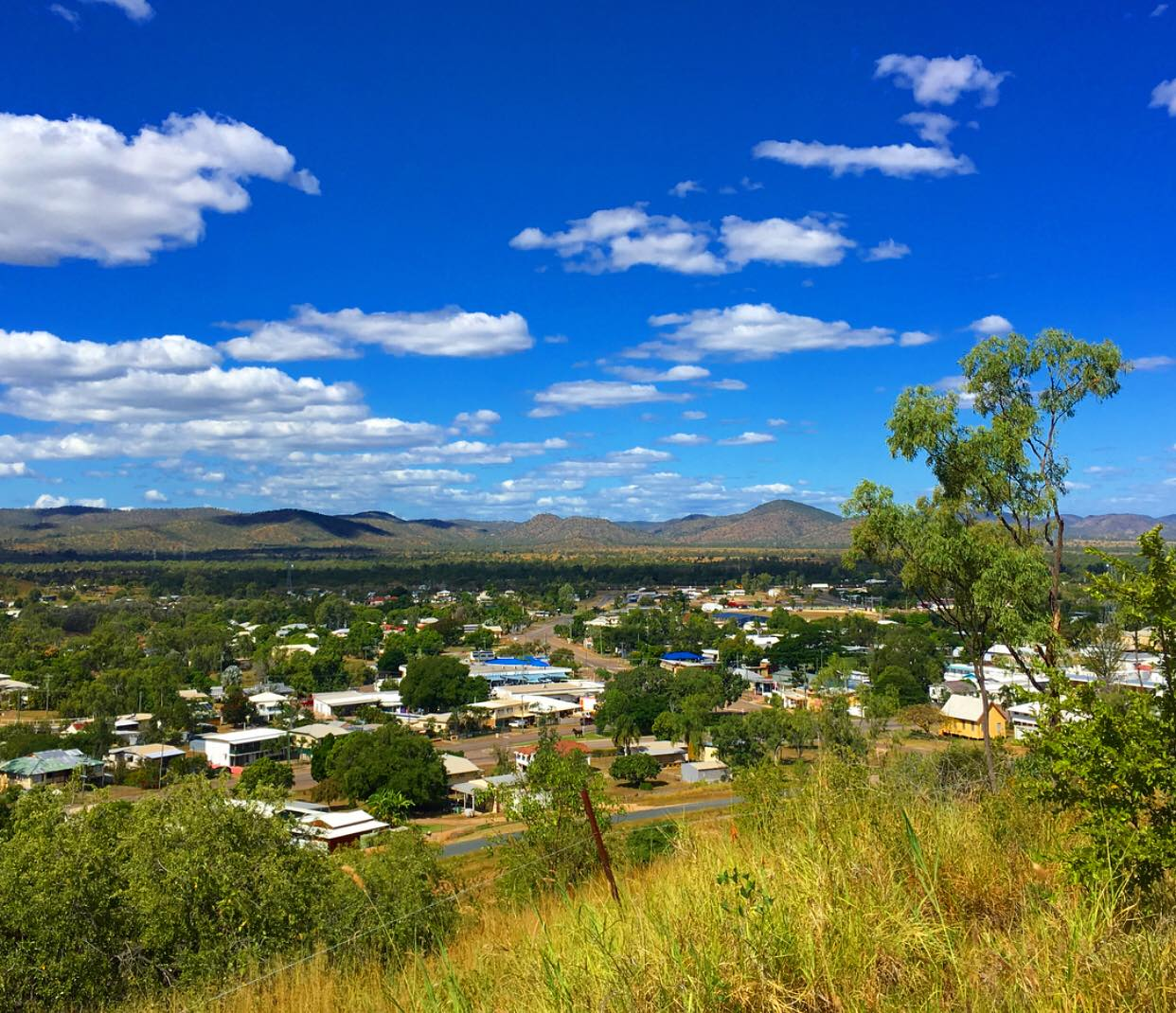
Коллінсвілл в травні 2018 року

У планах розбудови міста, подальший розвиток проєктів пов'язаних з видобутком корисних копалин, розвиток екологічної енергетики, зокрема сонячної. Також існують плани побудови нової дороги до містечка Просерпайн, що дозволить швидше подорожувати між містом і прибережною рівниною, а також відкриє нові можливості для експорту корисних копалин, що видобуваються в місцевих шахтах.

## Освіта
У місті діють дві початкові школи: державна школа Коллінсвілля та Католицька початкова школа Святого Іоанна Боско. Також є державна середня школа. 2014 року у початковій державній школі навчалося 42 учні і працювало 4 вчителі, а в середній державній школі навчалося 77 студентів під керівництвом 12 вчителів. Католицька початкова школа Святого Івана Боско, станом на 2016 рік налічувала 50 учнів.